# Specken (Bad Zwischenahn)
Specken ist ein Ortsteil der Gemeinde Bad Zwischenahn im niedersächsischen Landkreis Ammerland. Er grenzt im Norden an Bad Zwischenahn, im Osten an Kayhausen sowie im Süden und Westen an Ekern. Sämtliche Nachbarn sind ebenfalls Bauerschaften der Gemeinde Bad Zwischenahn, es gibt keine Grenzen zu anderen Gemeinden.

## Geschichte
Im Jahr 1299 wird in einer Urkunde des Klosters Rastede der Name Specken erstmals erwähnt, als ein Arnoldus de Specken als Zeuge auftritt. Die Junker von Specken besaßen ursprünglich einen Hof an der Speckener Bäke. Von den Erträgen aus einem vermutlich im Stedingerkrieg erlangten Lehen der Grafen von Oldenburg errichteten sie zu Beginn des 14. Jahrhunderts in unmittelbarer Nähe eine Gräftenburg, die bisherige Hofstelle wurde zu deren Meierhof.
1952 wurde durch den damaligen Bezirksarchäologen Dieter Zoller die Lage der Burg im heutigen Landschaftspark Wiesengrund lokalisiert. 2013 wurden hier bei einer Ausgrabung zwei ehemalige Burggräben freigelegt. Danach hat es sich bei der Burg Specken um eine typisch spätmittelalterliche Niederungsburg mit „mindestens einem großen Gebäude“ und einem relativ kleinen Burgplatz von 30 × 30 Metern, umgeben von einem inneren Burggraben von fünf bis sechs Metern Breite, gehandelt. Die Burg hat nach Begutachtung der Funde von etwa 1300 bis 1500 bestanden. Die Anlage war ohne große militärische Funktion, hatte aber Bedeutung als wehrhafter Herrschersitz eines Ministerialengeschlechtes, dessen bedeutendster Vertreter der oldenburgische Drost Jakob von der Specken war, dem die Verwaltung und der militärische Oberbefehl in der Grafschaft Oldenburg unterstand und der das wichtige Oldenburger Salbuch von 1428 verfasste, eine genaue Auflistung der Besitztümer und Einkünfte der Oldenburger Grafen. Während die Burg in den folgenden Jahrhunderten verfiel und schließlich ganz verschwand, blieb der ehemalige Meierhof als Gut Specken erhalten.
Im Frühjahr 2013 wurde ein Teil der Burg im Rahmen einer Grabung freigelegt, die gemeinsam vom Ortsverein Specken und der Archäologischen Arbeitsgemeinschaft der Oldenburgischen Landschaft durchgeführt wurde. Ein Teil der Funde konnte zum Jahresende 2014 in einer Ausstellung im Museum Specken gezeigt werden.
Specken blieb über die Jahrhunderte hinweg ländlich geprägt. Ende des 18. Jahrhunderts gab es nur rund 100 Einwohner, die in oft baufälligen Hofstellen lebten. Bis zum Anfang des 20. Jahrhunderts erhöhte sich die Zahl der Einwohner auf rund 300. Erst in den letzten Jahren wurde in Specken ein Gewerbegebiet errichtet. Bis 1860 gehörte Specken zur Bauerschaft Zwischenahn, danach bis 1890 zu Kayhausen und bildet seitdem eine selbständige Bauerschaft.
1912 wurde die Kleinbahn Bad Zwischenahn–Edewechterdamm gebaut, und Specken erhielt eine Haltestelle. Schon 1950 wurde der Personenverkehr wegen mangelnder Nachfrage eingestellt. Nach der Einstellung des Güterverkehrs im Jahr 1991 wurden die Gleisanlagen abgebaut und an ihrer Stelle ein Radwanderweg errichtet.
Die Herkunft des Namens Specken ist nicht endgültig geklärt. Die wahrscheinlichste Erklärung ist die Zuwegung zum Dorf, das vermutlich nur über einen Knüppeldamm – auf mittelniederdeutsch Specke – zu erreichen war.

## Sehenswürdigkeiten
In Specken stellt der Verein für Heimatpflege Bad Zwischenahn, der auch das Freilichtmuseum Ammerländer Bauernhaus unterhält, in einem Museum verschiedene Gerätschaften und sonstige Exponate aus dem ländlichen Leben der vergangenen Jahrhunderte aus, die räumlich oder zeitlich nicht in die Ausstellung im Bauernhaus passen. Das Museum mit angeschlossenem Restaurantbetrieb befindet sich in den Räumen einer ehemaligen Kornbrennerei.